# Flarestar Observatory
Le Flarestar Observatory est la seule station astronomique officiellement reconnue dans les îles maltaises. Son code international est le 171.

## Structure
L'observatoire est situé sur le toit d'un immeuble à San Ġwann.
Le télescope principal est un Meade SSC-10 de type Schmidt-Cassegrain (configuration d'origine avec une ouverture f/6.3 et une distance focale de 1600mm) sur une monture équatoriale de type NEQ6 PRO. Les images sont traitées via une caméra de type Moravian G2-1600.

## Travaux
L'observatoire participe à un programme de recherche d'étoiles variables. En décembre 2015, Il a permis la découverte de deux nouvelles étoiles binaires à éclipse de type Algol : UCAC4 735-019611 et UCAC4 736-020428. Et le 27 juillet 2016, une nouvelle binaire à éclipses a également été identifiée de type W UMA : UCAC4 472-112478.